# Il cielo in gabbia
Il cielo in gabbia (Caging Skies), pubblicato anche con il titolo Come semi d'autunno, è un romanzo del 2004 di Christine Leunens.

## Trama
Johannes Betzler, austriaco membro della Gioventù hitleriana con fervidi ideali nazisti e antisemiti, nel 1943, appena diciassettenne, decide di combattere le forze nemiche durante la seconda guerra mondiale. Gravemente ferito da una bomba, fa ritorno a Vienna, nella casa dove è cresciuto, scoprendo che nel frattempo i genitori hanno deciso di nascondere, nella soffitta, una giovane ragazza ebrea, Elsa.
Benché inizialmente fosse affascinato dall'idea di controllare il destino di uno di quelli che aveva imparato a odiare, l'iniziale compassione di Elsa verso la sua infermità si evolve fino a una passione e una conseguente lunga convivenza. Morti i genitori e terminato il conflitto, Johannes, per non separarsi da Elsa, la inganna facendole credere che sia stata la Germania nazista a vincere la guerra, impedendole così di uscire di casa.

## Adattamento cinematografico
Dal romanzo è liberamente tratto il film Jojo Rabbit (2019) di Taika Waititi.

## Edizioni
- (EN) Christine Leunens, Caging Skies, Harry N. Abrams, 2019, ISBN 9781419739088.
- Christine Leunens, Come semi d'autunno, traduzione di Maurizia Balmelli, Padova, Meridiano Zero, 2006, ISBN 88-8237-109-3.
- Christine Leunens, Il cielo in gabbia, traduzione di Maurizia Balmelli, Milano, Società Editrice Milanese, 2019, ISBN 978-88-93901-56-7.
- (FR) Christine Leunens, Le ciel en cage, traduzione di Bernard Turle, Philippe Rey, 2008, ISBN 978-2-84876-091-9.
- (FR) Christine Leunens, Le ciel en cage, traduzione di Bernard Turle, Philippe Rey, 2020, ISBN 978-2-84876-426-9.
- (CA) Christine Leunens, El cel engabiat, Labutxaca, 2019, ISBN 9788417423049.